# Alfred Dick (político)
Alfred Dick (6 de dezembro de 1927 - 7 de março de 2005) foi um político e professor alemão, representante da União Social-Cristã da Baviera. Entre 1962 e 1994 foi membro do Landtag da Baviera. Ele serviu como Ministro de Estado do Meio Ambiente da Baviera (1977–1990).